# Santa María de Guadalupe, delstaten Mexiko
Santa María de Guadalupe är en ort i Mexiko, tillhörande kommunen Zumpango i delstaten Mexiko. Santa María de Guadalupe ligger i den centrala delen av landet och tillhör Mexico Citys storstadsområde. Orten hade 4 213 invånare vid folkräkningen 2010.